# 1902년
1902년은 수요일로 시작하는 평년이다.

## 연호
- 대한제국(大韓帝國) 광무(光武) 6년
- 청(淸) 광서(光緖) 28년
- 일본(日本) 메이지(明治) 35년
- 응우옌 왕조(阮朝) 타인타이(成泰) 14년

## 기년
- 대한제국(大韓帝國) 고종(高宗) 39년
- 청(淸) 덕종 광서제(德宗 光緖帝) 28년
- 응우옌 왕조(阮朝) 성태제(成泰帝) 14년

## 사건
- 1월 30일 - 영일동맹이 런던에서 체결되다.
- 2월 1일 - 청나라, 만주족과 한족간 결혼금지령 해제.
- 4월 20일 - 피에르 퀴리와 마리 퀴리가 염화 라듐을 정제해 내다.
- 10월 16일 - 프랑스, 지문을 범죄자 식별법으로 이용하기 시작하다.
- 11월 17일 - 의학교장 지석영, 황성신문에 ‘양매창론’(楊梅瘡論)을 발표
- 서울과 인천 사이에 일반인들이 사용할 수 있는 공중전화가 개설되었다.

## 문화
- 3월 6일 - 스페인 축구 클럽 레알 마드리드 CF 창단.
- 4월 26일 - 영국 축구 클럽 맨체스터 유나이티드 FC 현재의 명칭으로 재창단.

## 탄생

### 1월
- 1월 8일 - 구 소련의 정치인 게오르기 말렌코프. (~1988년)
- 1월 19일 - 러시아 태생의 역사학자 게오르크 오스트로고르스키. (~1976년)
- 1월 22일 - 대한민국의 가톨릭 성직자 노기남. (~1984년)
- 1월 29일 - 마카오 정치가 겸 외교관 루주즈. (~2008년)
- 1월 31일 - 스웨덴의 정치인 알바 뮈르달. (~1986년)

### 2월
- 2월 1일 - 미국의 시인 랭스턴 휴스. (~1992년)
- 2월 4일 - 미국의 비행기 조종사 찰스 린드버그. (~1974년)
- 2월 8일 - 미국의 배우 라일 탤봇. (~1996년)
- 2월 10일 - 미국의 물리학자로 월터 브래튼. (~1987년)
- 2월 27일 - 미국의 소설가 존 스타인벡. (~1968년)

### 3월
- 3월 12일 - 대한민국의 독립운동가 박열. (~1974년)
- 3월 13일 - 이집트의 싱어송라이터 무함마드 압델 와하브. (~1991년)
- 3월 23일 - 일제강점기 태생 대한민국의 배우 윤봉춘. (~1975년)
- 3월 30일 - 대한민국의 소설가 나도향. (~1926년)

### 4월
- 4월 23일 - 아이슬란드의 소설가 하들도르 락스네스. (~1998년)
- 4월 25일 - 대한민국의 독립운동가 이관술. (~1950년)
- 4월 30일
  - 대한제국의 독립운동가 지계순. (~1920년)
  - 미국의 농업경제학자, 노벨 경제학상 수상자 시어도어 슐츠. (~1998년)

### 5월
- 5월 21일 - 미국의 야구 선수 얼 에이버릴. (~1983년)
- 5월 22일 - 헝가리의 모더니즘 건축가, 가구 디자이너 마르셀 브로이어. (~1981년)
- 5월 24일 - 일본의 추리 소설 작가, 요코미조 세이시. (~1981년)

### 6월
- 6월 4일 - 대한민국의 서예가 손재형. (~1981년)
- 6월 7일 - 일제 강점기의 조선 귀족 최정원. (~?)
- 6월 11일 - 대한민국의 군인 장석진. (~1990년)
- 6월 16일
  - 미국의 세포유전학자 바버라 매클린톡. (~1992년)
  - 미국의 고생물학자 조지 게일로드 심슨. (~1984년)
- 6월 20일 - 대한민국의 시인 정지용. (~1950년)
- 6월 28일 - 프랑스의 피겨 스케이팅 선수 피에르 브뤼네. (~1991년)

### 7월
- 7월 1일 - 미국의 영화 감독 윌리엄 와일러. (~1981년)
- 7월 15일 - 벨기에의 정치인 장 레이. (~1983년)
- 7월 16일 - 조선민주주의인민공화국의 정치인, 혁명가 허정숙. (~1991년)
- 7월 21일 - 한국의 소설가 채만식. (~1950년)

### 8월
- 8월 8일 - 영국의 물리학자 폴 디랙. (~1984년)
- 8월 10일 - 미국의 배우 노마 시어러. (~1983년)
- 8월 22일 - 독일의 영화감독 레니 리펜슈탈. (~2003년)
- 8월 27일 - 대한민국의 아동문학가 고한승. (~1949년)

### 9월
- 9월 2일 - 독일의 군인 알베르트 보어만. (~1989년)
- 9월 5일
  - 대한민국의 독립운동가 고이허. (~1937년)
  - 대한민국의 정치인 류기수. (~1986년)
- 9월 7일 - 대한민국의 시인 김소월. (~1934년)
- 9월 16일 - 핀란드의 스키 선수 벨리 사리넨. (~1969년)
- 9월 24일 - 이란의 최고지도자, 혁명가 루홀라 호메이니. (~1989년)
- 9월 28일 - 대한민국의 시인, 문학가 김상용. (~1951년)

### 10월
- 10월 5일 - 미국의 사업가 레이 크로크. (~1984년)
- 10월 13일 - 일본의 축구 선수 스즈키 시게요시. (~1971년)

### 11월
- 11월 17일 - 헝가리계 미국인 물리학자, 수학자 유진 위그너. (~1995년)
- 11월 20일 - 독일의 법학자 볼프강 쿵켈. (~1981년)
- 11월 24일 - 대한민국의 작가, 소설가 주요섭. (~1972년)
- 11월 30일 - 일제강점기 조선의 언론인 이능선. (~1963년)

### 12월
- 12월 3일 - 일본의 무술가 이노우에 노리아키. (~1994년)
- 12월 8일 - 대한민국의 음악인 현제명. (~1960년)
- 12월 16일
  - 대한민국의 독립 운동가 유관순. (~1920년)
  - 아르헨티나의 축구 선수 안토니오 베스푸시오 리베르티. (~1978년)
- 12월 22일 - 대한민국의 독립운동가 장내주. (~1928년)
- 12월 29일 - 대한민국의 개신교 목회자 한경직. (~2000년)

### 미상
- 대한민국의 언론인 김동진. (~?)
- 대한민국의 독립운동가, 영화배우 나운규. (~1937년)
- 하와이의 기타리스트 솔 후피. (~1953년)
- 영국의 배우 존 윌리엄스. (~1983년)

## 사망

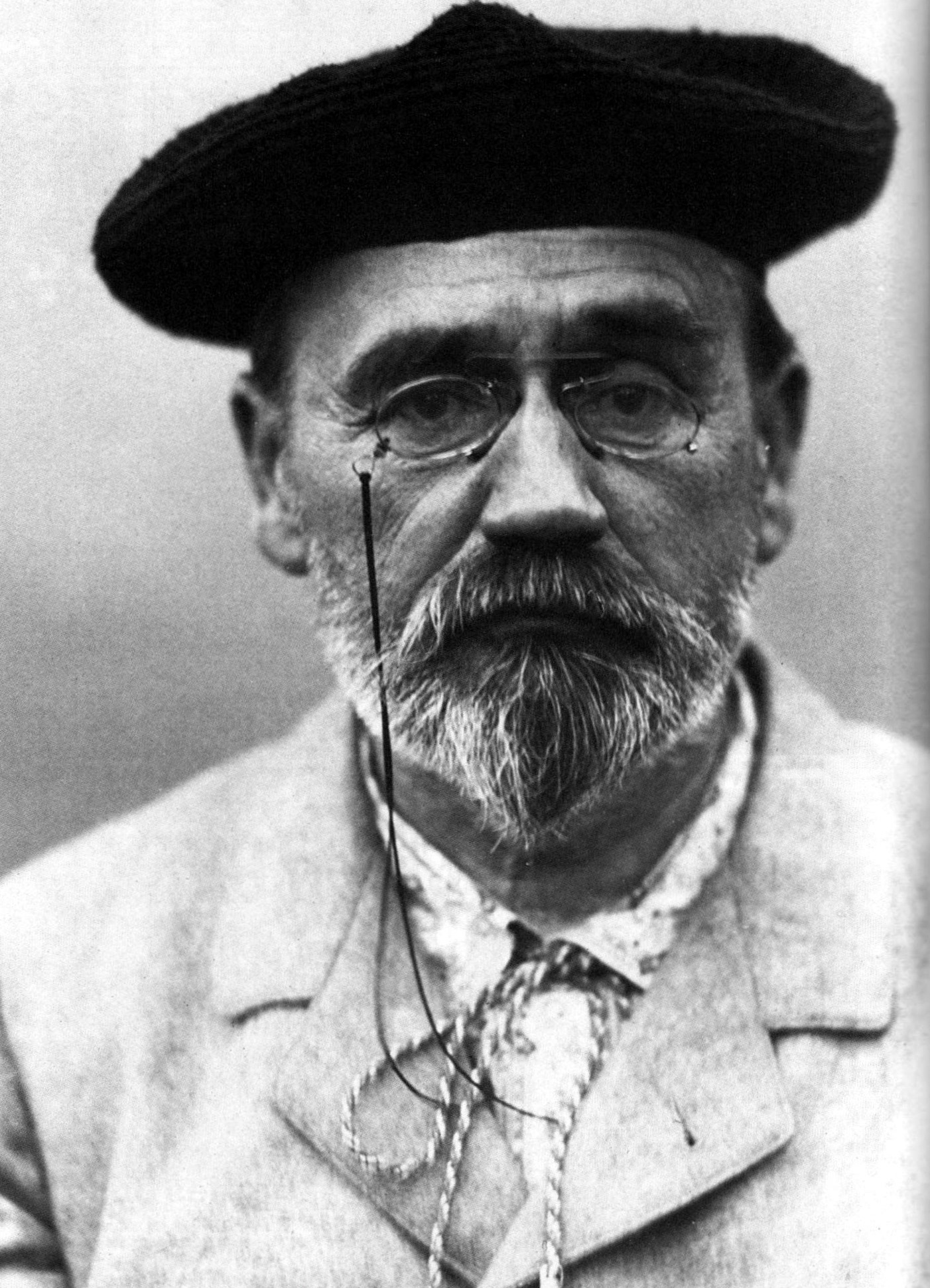
에밀 졸라

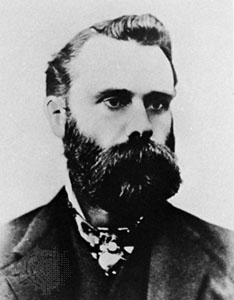
찰스 다우

- 3월 7일 - 미국의 야구 선수 퍼드 갤빈. (1856년~)
- 3월 25일 - 중화민국와 일본의 기독교인 아사다 하루. (1882년~)
- 4월 6일 - 러시아의 작가 글레프 우스펜스키. (1843년~)
- 9월 29일 - 프랑스의 소설가 에밀 졸라. (1840년~)
- 12월 4일 - 미국의 언론인 찰스 다우. (1851년~)

## 노벨상
- 화학상 - 에밀 피셔 (독일).
- 생리학·의학상 - 로널드 로스 (영국).
- 물리학상 - 피터르 제이만, 헨드릭 안톤 로런츠 (네덜란드).
- 문학상 - 테오도어 몸젠 (독일).
- 평화상 - 엘리 뒤코묑, 샤를 알베르 고바 (스위스) 공동수상.

## 달력
| 1월 |    |    |    |    |    |    |
| 일  | 월 | 화 | 수 | 목 | 금 | 토 |
|     |    |    | 1  | 2  | 3  | 4  |
| 5   | 6  | 7  | 8  | 9  | 10 | 11 |
| 12  | 13 | 14 | 15 | 16 | 17 | 18 |
| 19  | 20 | 21 | 22 | 23 | 24 | 25 |
| 26  | 27 | 28 | 29 | 30 | 31 |    |

| 2월 |    |    |    |    |    |    |
| 일  | 월 | 화 | 수 | 목 | 금 | 토 |
|     |    |    |    |    |    | 1  |
| 2   | 3  | 4  | 5  | 6  | 7  | 8  |
| 9   | 10 | 11 | 12 | 13 | 14 | 15 |
| 16  | 17 | 18 | 19 | 20 | 21 | 22 |
| 23  | 24 | 25 | 26 | 27 | 28 |    |

| 3월 |    |    |    |    |    |    |
| 일  | 월 | 화 | 수 | 목 | 금 | 토 |
|     |    |    |    |    |    | 1  |
| 2   | 3  | 4  | 5  | 6  | 7  | 8  |
| 9   | 10 | 11 | 12 | 13 | 14 | 15 |
| 16  | 17 | 18 | 19 | 20 | 21 | 22 |
| 23  | 24 | 25 | 26 | 27 | 28 | 29 |
| 30  | 31 |    |    |    |    |    |

| 4월 |    |    |    |    |    |    |
| 일  | 월 | 화 | 수 | 목 | 금 | 토 |
|     |    | 1  | 2  | 3  | 4  | 5  |
| 6   | 7  | 8  | 9  | 10 | 11 | 12 |
| 13  | 14 | 15 | 16 | 17 | 18 | 19 |
| 20  | 21 | 22 | 23 | 24 | 25 | 26 |
| 27  | 28 | 29 | 30 |    |    |    |

| 5월 |    |    |    |    |    |    |
| 일  | 월 | 화 | 수 | 목 | 금 | 토 |
|     |    |    |    | 1  | 2  | 3  |
| 4   | 5  | 6  | 7  | 8  | 9  | 10 |
| 11  | 12 | 13 | 14 | 15 | 16 | 17 |
| 18  | 19 | 20 | 21 | 22 | 23 | 24 |
| 25  | 26 | 27 | 28 | 29 | 30 | 31 |

| 6월 |    |    |    |    |    |    |
| 일  | 월 | 화 | 수 | 목 | 금 | 토 |
| 1   | 2  | 3  | 4  | 5  | 6  | 7  |
| 8   | 9  | 10 | 11 | 12 | 13 | 14 |
| 15  | 16 | 17 | 18 | 19 | 20 | 21 |
| 22  | 23 | 24 | 25 | 26 | 27 | 28 |
| 29  | 30 |    |    |    |    |    |

| 7월 |    |    |    |    |    |    |
| 일  | 월 | 화 | 수 | 목 | 금 | 토 |
|     |    | 1  | 2  | 3  | 4  | 5  |
| 6   | 7  | 8  | 9  | 10 | 11 | 12 |
| 13  | 14 | 15 | 16 | 17 | 18 | 19 |
| 20  | 21 | 22 | 23 | 24 | 25 | 26 |
| 27  | 28 | 29 | 30 | 31 |    |    |

| 8월 |    |    |    |    |    |    |
| 일  | 월 | 화 | 수 | 목 | 금 | 토 |
|     |    |    |    |    | 1  | 2  |
| 3   | 4  | 5  | 6  | 7  | 8  | 9  |
| 10  | 11 | 12 | 13 | 14 | 15 | 16 |
| 17  | 18 | 19 | 20 | 21 | 22 | 23 |
| 24  | 25 | 26 | 27 | 28 | 29 | 30 |
| 31  |    |    |    |    |    |    |

| 9월 |    |    |    |    |    |    |
| 일  | 월 | 화 | 수 | 목 | 금 | 토 |
|     | 1  | 2  | 3  | 4  | 5  | 6  |
| 7   | 8  | 9  | 10 | 11 | 12 | 13 |
| 14  | 15 | 16 | 17 | 18 | 19 | 20 |
| 21  | 22 | 23 | 24 | 25 | 26 | 27 |
| 28  | 29 | 30 |    |    |    |    |

| 10월 |    |    |    |    |    |    |
| 일   | 월 | 화 | 수 | 목 | 금 | 토 |
|      |    |    | 1  | 2  | 3  | 4  |
| 5    | 6  | 7  | 8  | 9  | 10 | 11 |
| 12   | 13 | 14 | 15 | 16 | 17 | 18 |
| 19   | 20 | 21 | 22 | 23 | 24 | 25 |
| 26   | 27 | 28 | 29 | 30 | 31 |    |

| 11월 |    |    |    |    |    |    |
| 일   | 월 | 화 | 수 | 목 | 금 | 토 |
|      |    |    |    |    |    | 1  |
| 2    | 3  | 4  | 5  | 6  | 7  | 8  |
| 9    | 10 | 11 | 12 | 13 | 14 | 15 |
| 16   | 17 | 18 | 19 | 20 | 21 | 22 |
| 23   | 24 | 25 | 26 | 27 | 28 | 29 |
| 30   |    |    |    |    |    |    |

| 12월 |    |    |    |    |    |    |
| 일   | 월 | 화 | 수 | 목 | 금 | 토 |
|      | 1  | 2  | 3  | 4  | 5  | 6  |
| 7    | 8  | 9  | 10 | 11 | 12 | 13 |
| 14   | 15 | 16 | 17 | 18 | 19 | 20 |
| 21   | 22 | 23 | 24 | 25 | 26 | 27 |
| 28   | 29 | 30 | 31 |    |    |    |

### 음양력 대조 일람
| 음력월 | 월건 | 대소 | 음력 1일의 양력 월일 | 음력 1일 간지 |
| ------ | ---- | ---- | -------------------- | ------------- |
| 1월    | 임인 | 대   | 2월 8일              | 임술          |
| 2월    | 계묘 | 소   | 3월 10일             | 임진          |
| 3월    | 갑진 | 대   | 4월 8일              | 신유          |
| 4월    | 을사 | 소   | 5월 8일              | 신묘          |
| 5월    | 병오 | 소   | 6월 6일              | 경신          |
| 6월    | 정미 | 대   | 7월 5일              | 기축          |
| 7월    | 무신 | 소   | 8월 4일              | 기미          |
| 8월    | 기유 | 대   | 9월 2일              | 무자          |
| 9월    | 경술 | 소   | 10월 2일             | 무오          |
| 10월   | 신해 | 대   | 10월 31일            | 정해          |
| 11월   | 임자 | 대   | 11월 30일            | 정사          |
| 12월   | 계축 | 대   | 12월 30일            | 정해          |